# 안산성호중학교
안산성호중학교(安山星湖中學校)는 대한민국 경기도 안산시 상록구 일동에 있는 공립 중학교이다.

## 학교 연혁
- 2005년 12월 26일 : 설립 인가(15학급)
- 2006년 3월 1일 : 초대 이상구 교장 취임
- 2006년 3월 1일 : 안산성호중학교 개교
- 2006년 3월 3일 : 신입생 15학급 529명 입학
- 2009년 2월 12일 : 제2회 512명 졸업(총 633명)
- 2023년 3월 1일 : 제8대 신해승 교장 취임
- 2024년 1월 5일 : 제17회 졸업 234명(총 5,560명)
- 2024년 3월 4일 : 신입생 8학급 219명 입학

## 참고 자료
- 안산성호중학교 - 한국교육학술정보원 학교알리미